# Graphomya arcuatofasciata
Graphomya arcuatofasciata är en tvåvingeart som beskrevs av Karsch 1886. Graphomya arcuatofasciata ingår i släktet Graphomya och familjen husflugor. Inga underarter finns listade i Catalogue of Life.